# Легунов, Григорий Андреевич
Григорий Андреевич Легунов (1910 — после 1994) — Герой Социалистического Труда.

## Биография

### Ранние годы
Родился в бедной семье из села Рождественского Мелитопольского уезда Екатеринославской губернии (ныне пгт Сивашское Новотроицкого района Херсонской области).
С детства работал: сначала пас скот, затем работал каменщиком. Однако Легунов имел желание учиться, поэтому с трудом выехал из колхоза и поехал в Запорожье, где окончил школу техников-строителей. После учился в Всеукраинской высшей школе профсоюзного движения, после которой начал работать в профсоюзном движении. Был председателем обкома профсоюзов работников деревообрабатывающей промышленности в Днепропетровской области. С 1939 до 1941 работал на Западной Украине, где задачи ЦК КПУ работал над организацией профсоюзов в Тернопольской области.

### Великая Отечественная война
Был участником ВОВ, воевал в звании политрука, был ранен. Участвовал в Крымской операции, в частности, в битве на склонах Сапун-горы. В бою встретился с Героем Советского Союза Серго Чхаидзе, с которым они штурмовали одну и ту же огневую позицию, но с разных сторон. Встретившись, они по кавказским обычаям породнились кровью, однако больше на войне их пути не пересекались. После войны встретились уже в Грузии, где Легунов представлял свой колхоз, а Чхаидзе — колхоз в селе Баилети Махарадзевского района. В честь этого братания колхоз, возглавлявший Легунов, назвали «Грузия», а колхоз Чхаидзе — «Украина». На войне Легунов познакомился с медсестрой Юлией, с которой во время войны и женился.

### Председатель колхоза
После войны вернулся к родителям, которые тогда проживали в Ясной Поляне, после чего поехал искать работу в Геническ. Ему сначала отказали из-за отсутствия должности, которая бы ему подходила, однако после настойчивой просьбы Легунову дали должность главы Николаевского сельского совета. К тому времени в селе не было даже дома для нового председателя сельсовета, однако Легунов сумел преодолеть послевоенную разруху. На должности председателя сельсовета активно работал и часто консультировался с крестьянами, чем заслужил любовь односельчан.
В 1947 году когда очередной председатель сельского колхоза имени Андреева сдавал дела, по просьбе тружеников села на его место назначили Легунова. Первый же год его работы пришелся на Голодомор 1946—1947 годов, когда голодные крестьяне требовали от него отдать хоть что-то съедобное. В колхозе в то время было только посевное зерно, использование которого каралось заключением. Однако Легунов нарушил запрет, распорядился перемолоть часть зерна и раздать семьям по 2-3 кг муки. За это действие его вызвали в райком и КГБ, однако в итоге помиловали и выделили селу зерно из резервного фонда.
Став руководителем колхоза, Легунов поставил цель сделать колхоз богатым, а колхозников зажиточными. При работе принимал неординарные решения — например, из четырех коров в артели решил одну продать, а на вырученные деньги купить двигатель и насос для артезианской скважины для орошения колхозный огород. Это решение позволило повысить урожайность, благодаря чему колхоз смог продавать свою продукцию в Днепропетровск. В 1953-54 годах крестьяне становятся богаче, переселяются из землянок в новые дома, тогда же новый дом в Николаевке строит себе и Григорий Легунов с семьей.
В 1954-58 годах возглавляемый Легуновым колхоз имени Андреева достиг высоких результатов, тогда же имел место наибольшее развитие Николаевки. Колхоз имени Андреева участвовал в ВДНХ, где получил диплом первой степени и два автомобиля — легковой и грузовой. Параллельно развивалась социальная сфера села.
В 1958 году произошло объединение колхозов Чонгарского полуострова и объединенный колхоз с усадьбой в Чонгаре, получивший название «Грузия», возглавил именно Легунов. Объединенный колхоз мВ располагает 17000 га сельскохозяйственных угодий.
После объединения колхозов село Чонгар начало подниматься и развиваться, улучшалось благоустройство села. Колхоз под его руководством значительно развивался, улучшалась техническая база, значительно увеличилось поголовье крупного рогатого скота, овец, свиней и птицы. В 1967 году возглавляемый Легуновым колхоз получил орден Ленина.
Повышение урожайности зерновых было достигнуто введением жёсткого агротехнического режима (глубина вспашки, окультуривание земли, местное орошение). Легунов проявлял новаторский подход к ведению хозяйства, считал, что безвыходных ситуаций не бывает. Одним из первых в СССР ввел хозрасчет, стимулируя инициативу. Вместе с тем, хотел быть «государственным головой», а не «головой — коммерсантом» и не поддерживал рыночной экономики. Был сторонником демократического управления, принимал во внимание мнение трудовых коллективов, однако иногда принимал авторитарные решения. Поощрял обучение подчиненных: до 1974 года в колхозе было 8 агрономов с высшим образованием, в то время как в 1958 году не было ни одного.
Однако некоторые решения Легунова вызвали критику местных жителей, в частности, его решение забрать коров у жителей села и передать их в колхоз, которое он потом сам же и отменил. Кроме того, выращивание зерновых на Чонгарском полуострове критиковалось как нерентабельно, поскольку прибыльным для колхоза было только овцеводство.
Григорий Легунов налаживал сотрудничество с другими хозяйствами Херсонщины и Крыма — как с передовыми, возглавляемыми Героями Социалистического Труда, в которых он заимствовал опыт, так и с хозяйствами, которые нуждались в помощи и имели неопытных руководителей, которым он охотно давал советы. Особенно плодотворным было сотрудничество с колхозом «Степной» Новотроицкого района, возглавляемым Героем Социалистического Труда Виталием Михайловичем Сторчаком.
С началом перестройки и формирования рыночных отношений колхоз «Грузия» во главе с Легуновым начал сдавать позиции. Рыночная экономика противоречила жизненным принципам Легунова, и он не смог вписаться в новые реалии. В 1988—1994 передал дела своему заместителю, молодому Виктору Анатольевичу Косову, который начал перестраивать хозяйство соответствии с новыми реалиями.
В 1994 году, после 47 лет руководства колхозом, Легунов вышел на пенсию. Последние годы жизни жил в новом доме в Чонгаре, построенном на средства Виктора Косова, куда он переехал со старого дома в Николаевке, построенного еще в 1950-е годы.

## Политическая деятельность
Член КПСС с 1937 года. Был делегатом XXII, XXIII и XXIV съездов Коммунистической партии Украины, избирался членом ЦК КПУ (1961—1976). В 1967—1980 годах был депутатом Верховного Совета Украинской Советской Социалистической Республики трех созывов: 7-го, 8-го и 9-го. Избирался членом Президиума Верховного Совета УССР.

## Известность
В 1950-е годы Григорий Легунов был одним из самых популярных председателей колхозов в глазах советской пропаганды: он стал героем очерка в журнале «Огонек», его достижения описывали радио и газеты, а опыт возглавляемого им колхоза рекомендовалось заимствовать партийным и хозяйственным органам всей страны. Советский писатель Константин Буковский написал о Григории Легунове очерк «Портрет делового человека», а также рассказал о его деятельности во главе колхоза «Грузия» в очерке «На полуострове Чонгар».

## Награды
- медаль «Серп и Молот» Героя Социалистического Труда и орден Ленина (26 февраля 1958)[7]
- два ордена Ленина
- орден Октябрьской Революции
- Орден Отечественной войны I степени (6.4.1985)[8]
- другие ордена и медали — всего около 20 боевых и трудовых наград[9].

## Память
В честь Легунова названа улица в селе Чонгар, где он работал.